# ميلين جيليف
ميلين جيليف (بالبلغارية: Милен Желев)‏ هو لاعب كرة قدم بلغاري في مركز الوسط، ولد في 17 يوليو 1993 في ستارا زاغورا في بلغاريا. لعب مع أكاداميك صوفيا.

## وصلات خارجية
- ميلين جيليف على موقع قاعدة بيانات كرة القدم.إي يو (الإنجليزية)
- ميلين جيليف على موقع Soccerway.com (الإنجليزية)